# Exopalystes pulchellus
Exopalystes pulchellus là một loài nhện trong họ Sparassidae. Chúng thuộc chi đơn loài Exopalystes, được Henry Roughton Hogg miêu tả năm 1914.